# 桜海とあ
桜海 とあ（おうみ とあ）は、日本の小説家。旧ペンネームは碧海橙空。

## 人物
2013年1月から小説・コミック投稿コミュニティサイト「エブリスタ」で活動を開始。同年12月、「砂の箱」によって「第1回ノベリスタ大賞」を受賞した。同作品について、審査委員長の石田衣良は「質感がモダンで今っぽく、センスがすごく光っていた」と評価した。2014年に初の書籍である『キスフレ Sweet Kiss』を刊行した。同作を含む「キスフレ」は『一徹のトライアングル』としてNOTTVにより映像化された。
東京都在住。うお座のO型。プロフィールでは「ネイルが欠けると戦力ゼロモードになる」としている。

## 作品
小説
- 「砂の箱」(第一回ノベリスタ大賞受賞作)　2013　小説マガジンエイジ講談社
- 「キスフレ Sweet Kiss」　2014　小学館クリエイティブ　ISBN 9784778037703
- 「キスフレ Lover’s Kisｓ」　2014　小学館クリエイティブ　ISBN 9784778037710
- 「東京メトロ銀座線末広町駅」　2015 小説マガジンエイジ講談社

テレビドラマ
- 「一徹のトライアングルVOL.3」　DVD特典映像(作品名:キスフレ)
- 「一徹のトライアングルVOL.4」　DVD特典映像(作品名:キスフレ)

　　発売元：ホリプロ　販売元：ポニーキャニオン2014（PCBE-12183)（PCBE-12184) 
　　放送先：NOTTV、エブリスタ 

ウェブラジオドラマ
- 「透明なフィルムの向こう側で息をする」(原案)

　　配信先：Spotify　オーディオドラマ(配信日：2023/1/31) 
　　主演：古川雄輝・莉子 

ゲーム
- 「マジカルキス」(企画)

　　配信先：StoryMe(日本語配信日：2020/10/30)(英語配信日：2020/12/31) 
　　共同開発：朝日放送テレビ、朝日放送グループホールディングス、フーモア